# Aeschynomene scoparia
Aeschynomene scoparia är en ärtväxtart som beskrevs av Carl Sigismund Kunth. Aeschynomene scoparia ingår i släktet Aeschynomene och familjen ärtväxter. Inga underarter finns listade i Catalogue of Life.